# Варшавский военный округ

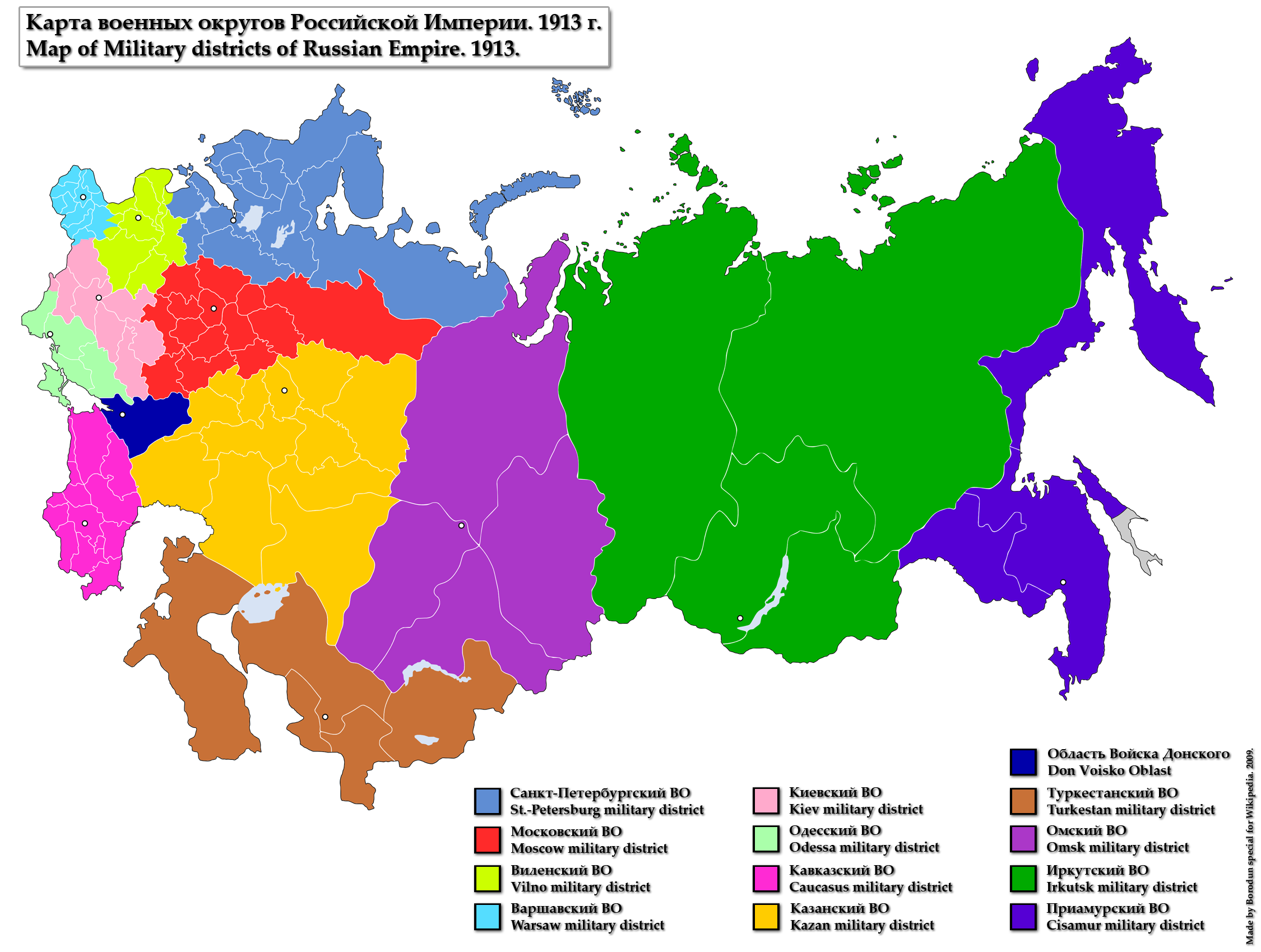
Карта-схема военных округов ВС Российской империи на 1913 год.

Варшавский военный округ — постоянное оперативное формирование (военный округ), в рамках военно-административного деления Российской империи, общевойсковое объединение воинских соединений, частей и различных местных военных учреждений русской армии на территории Привислинского края (Царства Польского). 
Во главе постоянного формирования стоял командующий войсками округа, которому были подчинены все войска, военные заведения и учреждения. В 1911 году территория округа составляла 2856 квадратных миль (1/35 часть территории Европейской России) с населением в 13,5 млн человек. Штаб-квартира — Варшава, окружной храм — Свято-Георгиевская церковь (уничтожен в ходе ревиндикации). Варшавский ВО, имевший важнейшее военное значение на западе России, также именовался как Передовой театр (или Передовой театр войны).

## История
Варшавский военный округ создан в 1862 году, в ходе военной реформы, проводившейся военным министром Д. А. Милютиным, с целью децентрализации и совершенствования военного управления России, а также укрепления военной власти на местах. Округ образован на базе 1-й армии на территории губерний Привислянского края (Царства Польского).
6 июля 1862 года для руководства войсками округа на базе упразднённой 1-й армии и её главного штаба образовано управление войск в Царстве Польском в составе штаба, артиллерийского и интендантского управлений. 10 августа 1864 года они преобразованы в штаб и управления Варшавского военного округа, другие управления были созданы в соответствии с типовой структурой округов. В составе окружного управления существовала Военно-судная часть, которая осуществляла военное судопроизводство. Для проведения строительных работ на территории округа были созданы Управление производителя работ и строительная комиссия.
В 1875 году Сувалкскую губернию (без Щучинского уезда) передали в состав Виленского военного округа, а к Варшавскому военному округу присоединили часть уездов Гродненской губернии, а затем два уезда Волынской губернии.
Командующие войсками округа обычно одновременно состояли Варшавскими генерал-губернаторами, а генерал Ф. Ф. Берг в 1863—1874 годах был последним наместником Царства Польского и в 1863—1864 годах носил звание главнокомандующего войсками в Царстве Польском.
В бытность командования округом генерала И. В. Ромейко-Гурко (1883—1894 гг.) большое внимание уделялось фортификационной обороне, были усилены укрепления Ивангородской, Новогеоргиевской, Брест-Литовской и Варшавской крепостей, созданы Варшавский укреплённый район и линия новых крепостей (Зегрж, Осовец и др.), а для устойчивой связи между ними проложена сеть стратегических шоссе (военных дорог).
В конце XIX века у командующего округом имелось три помощника (заместителя):
1. по управлению Варшавским укреплённым районом (Варшава, Новогеоргиевск, Зегрж);
2. по заведованию резервными войсками;
3. по кавалерии[6].

Территориальный состав округа на 1911 год: Варшавская, Калишская, Келецкая, Ломжинская, Люблинская, Петроковская, Плоцкая, Радомская, Седлецкая губернии, а также Гродненская губерния (без Гродненского и Слонимского уездов), Владимир-Волынский и Ковельский уезды Волынской губернии.

«Уже издавна этот округ считался передовым в русской армии в смысле военно-теоретической работы… Офицеры округа могли регулярно обмениваться мнениями по вопросам военного дела, чему способствовало наличие единственного в русской армии особого собрания офицеров Генерального штаба. Здесь происходили доклады, военные игры, дружеские встречи. При штабе округа издавался небольшой военный журнал. Выходила и своя газета „Офицерская жизнь“, причём взгляды её на тактические и оперативные вопросы военного дела, как отмечал Шапошников, не совпадали со взглядами „Русского инвалида“ и „Военного сборника“, отличавшихся консерватизмом».— А. М. Василевский. «Маршал Советского Союза Борис Шапошников»
26 июня 1910 года императором Николаем II утверждены «Указания командующим войсками на случай войны с державами Тройственного союза», составленные применительно к мобилизационному расписанию 1910 года. Согласно им, в случае войны формировалось семь армий. Варшавский военный округ формировал армию № 2 (Варшавскую) с задачей прикрытия мобилизации внутри России, сосредоточения и подготовки к решительному наступлению в зависимости от обстановки.
В феврале 1912 года в Москве военный министр генерал В. А. Сухомлинов собрал съезд начальников штабов. К съезду генерал М. В. Алексеев подготовил записку «Общий план действий». В результате утверждены «Указания командующим войсками на случай войны с державами Тройственного Союза» от 1 мая 1912 года. В них задачи армиям были определены в соответствии с тем, будет ли решено направление большей части сил против Австрии (план А) или против Германии (план Г). 25 сентября 1913 года были высочайше утверждены «Основные соображения по развертыванию наших вооруженных сил при войне с державами Тройственного союза»:

«2-й армии (сосредоточение в районе: крепость Гродно — Белосток — Ломжа) указывалось наступление на фронт Лык — Виленберг. Задача: обход Мазурских болот с запада…»

### Упразднение округа
В июле 1914 года при проведении мобилизации в России округ был упразднён, из его войск сформирована 2-я армия Северо-Западного фронта. Органы управления и учреждения округа эвакуированы в Минск и использованы при формировании управления Минского военного округа.

## Управление и состав военного округа
При сформировании управление ВарВО состояло из военно-окружного совета, окружного штаба и управлений: артиллерийского, инженерного, интендантского и военно-медицинского. Позже из:
- Управление:
  - Командующий войсками округа;
  - Военно-окружной совет (высший совет по вопросам ведения военного хозяйства в округе);
  - Штаб округа (орган командующего войсками по строевому управлению):
    - управление генерал-квартирмейстера (строевое, мобилизационное и счётное отделения);
    - управление дежурного генерала (инспекторское, хозяйственное, госпитальное отделения, канцелярия и архив);
    - управление начальника военных сообщений (военно-дорожное и этапное отделения);

  - Артиллерийское управление;
  - Инженерное управление;
  - Интендантское управление;
  - Военно-медицинское управление[9].

На 1911 год в Варшавском военном округе были расквартированы 6-й, 14-й, 15-й, 19-й и 23-й армейские корпуса (всего 9 пехотных и 7 кавалерийских дивизий, 2 стрелковые бригады, 1 отдельная кавалерийская бригада и другие части), а также 4-й железнодорожный батальон. Крепости и укреплённые пункты на территории округа: Брест-Литовск, Новогеоргиевск, Осовец, Варшава, Ивангород, Зегрж, Ломжа, Остроленка, Пултуск, Рожаны. Кроме того, в округе находилось управление Варшавской местной бригады.
В Варшавском военном округе выходили следующие периодические издания (годы): «Варшавский военный журнал» (1899—1904), «Варшавский военный вестник» (1906—1914), «Офицерская жизнь» (1906—1914).

## Командующие войсками Варшавского военного округа (1864—1914 гг.)
- 10.08.1864 — 06.01.1874[10] — генерал-адъютант генерал-фельдмаршал граф Фёдор Фёдорович Берг;
- 11.01.1874 — 18.05.1880 — генерал-адъютант генерал от инфантерии (с 29.06.1874 граф) Павел Евстафьевич Коцебу;
- 18.05.1880 — 19.05.1883[10] — генерал-адъютант генерал от кавалерии Пётр Павлович Альбединский;
- 07.06.1883 — 06.12.1894 — генерал-адъютант генерал от кавалерии Иосиф Владимирович Ромейко-Гурко[4];
- 13.12.1894 — 12.12.1896 — генерал-адъютант генерал от инфантерии граф Павел Андреевич Шувалов;
- 01.01.1897 — 17.11.1900[11] — генерал-адъютант генерал от инфантерии светлейший князь Александр Константинович Имеретинский;
- 24.03.1901 — 17.02.1905 — генерал-адъютант генерал от кавалерии Михаил Иванович Чертков;
- 19.02.1905 — 15.08.1905 — генерал-адъютант генерал-лейтенант Константин Клавдиевич Максимович;
- 15.08.1905 — 01.02.1914[12] — генерал-адъютант генерал от кавалерии Георгий Антонович Скалон;
- 04.03.1914 — 19.07.1914 — генерал от кавалерии Яков Григорьевич Жилинский.